# 1939年全米選手権 (テニス)
1939年 全米選手権（1939ねんぜんべいせんしゅけん）に関する記事。

## 大会の流れ
- 1881年から1967年まで、全米選手権は各部門が個別の名称を持ち、大会会場も別々のテニスクラブで開かれた。これが他の3つのテニス4大大会と大きく異なる点である。
  - 男子シングルス　名称：全米シングルス選手権（U.S. National Singles Championship）／会場：ニューヨーク市クイーンズ区フォレストヒルズ、ウエストサイド・テニスクラブ　（1924年-1977年）
  - 女子シングルス　名称：全米女子シングルス選手権（U.S. Women's National Singles Championship）／会場：フォレストヒルズ、ウエストサイド・テニスクラブ　（1921年-1977年）
  - 男子ダブルス　名称：全米ダブルス選手権（U.S. National Doubles Championship）／会場：マサチューセッツ州ボストン市、ロングウッド・クリケット・クラブ　（1935年-1941年まで）
  - 女子ダブルス　名称：全米女子ダブルス選手権（U.S. Women's National Doubles Championship）／会場：ボストン、ロングウッド・クリケット・クラブ　（1935年-1941年まで）
  - 混合ダブルス　名称：全米混合ダブルス選手権（U.S. Mixed Doubles Championship）／会場：ボストン、ロングウッド・クリケット・クラブ　（1935年-1941年まで）
- 1939年9月1日に第2次世界大戦が勃発し、本年度の全米選手権は開戦直後のイベントであった。なお、戦時中でも全米選手権だけは開催中止にならなかった。

## シード選手

### 男子シングルス
（アメリカ人シード選手：8名）
1. ボビー・リッグス　（初優勝）
2. フランク・パーカー　（4回戦）
3. エルウッド・クック　（4回戦）
4. ドン・マクニール　（ベスト8）
5. ブライアン・グラント　（4回戦）
6. ジョー・ハント　（ベスト4）
7. ガードナー・ムロイ　（4回戦）
8. ウェイン・サビン　（ベスト8）

（外国人シード選手：8名）
1. エイドリアン・クイスト　（4回戦）
2. フラニョ・プンチェツ　（1回戦）
3. ジョン・ブロムウィッチ　（ベスト4）
4. ハリー・ホップマン　（ベスト8）
5. ヘンナー・ヘンケル　（1回戦、不戦敗）
6. ジャック・クロフォード　（3回戦）
7. フラニョ・ククリェビッチ　（1回戦）
8. ラディスラフ・ヘクト　（3回戦）

### 女子シングルス
（アメリカ人シード選手：8名）
1. アリス・マーブル　（優勝、2年連続3度目）
2. ヘレン・ジェイコブス　（準優勝）
3. サラ・ファビアン　（ベスト8）
4. ドロシー・バンディ　（ベスト8）
5. グラシン・ホイーラー　（1回戦、不戦敗）
6. ヘレン・バーンハード　（3回戦）
7. ドロシー・ワークマン　（3回戦）
8. バージニア・ウォルフェンデン　（ベスト4）

（外国人シード選手：7名）
1. ケイ・スタマーズ　（ベスト4）
2. シモーヌ・マチュー　（1回戦、不戦敗）
3. メアリー・ハードウィック　（ベスト8）
4. バレリー・スコット　（ベスト8）
5. フレダ・ジェームズ　（3回戦）
6. ベティ・ナットール　（3回戦）
7. ニーナ・ブラウン　（3回戦）

## 大会経過

### 男子シングルス
準々決勝
- ボビー・リッグス vs.  ハリー・ホップマン　6-1, 10-8, 6-3
- ジョー・ハント vs.  ドン・マクニール　15-13, 8-10, 4-6, 6-2
- ジョン・ブロムウィッチ vs.  ギルバート・ハント　6-3, 6-4, 6-1
- ウェルビー・バン・ホーン vs.  ウェイン・サビン　4-6, 2-6, 6-4, 7-5, 6-3

準決勝
- ボビー・リッグス vs.  ジョー・ハント　6-1, 6-2, 4-6, 6-1
- ウェルビー・バン・ホーン vs.  ジョン・ブロムウィッチ　2-6, 4-6, 6-2, 6-4, 8-6

### 女子シングルス
準々決勝
- ヘレン・ジェイコブス vs.  バレリー・スコット　2-6, 6-2, 6-3
- ケイ・スタマーズ vs.  サラ・ファビアン　1-6, 6-3, 6-3
- アリス・マーブル vs.  メアリー・ハードウィック　6-3, 6-8, 6-2
- バージニア・ウォルフェンデン vs.  ドロシー・バンディ　2-6, 6-1, 6-1

準決勝
- ヘレン・ジェイコブス vs.  ケイ・スタマーズ　7-5, 6-0
- アリス・マーブル vs.  バージニア・ウォルフェンデン　6-0, 6-1

## 決勝戦の結果
- 男子シングルス： ボビー・リッグス vs.  ウェルビー・バン・ホーン　6-4, 6-2, 6-4
- 女子シングルス： アリス・マーブル vs.  ヘレン・ジェイコブス　6-0, 8-10, 6-4
- 男子ダブルス： エイドリアン・クイスト＆ ジョン・ブロムウィッチ vs.  ジャック・クロフォード＆ ハリー・ホップマン　8-6, 6-1, 6-4
- 女子ダブルス： アリス・マーブル＆ サラ・ファビアン vs.  ケイ・スタマーズ＆ フレダ・ジェームズ　7-5, 8-6
- 混合ダブルス： ハリー・ホップマン＆ アリス・マーブル vs.  エルウッド・クック＆ サラ・ファビアン　9-7, 6-1